# Thelxion
Thelxion (altgriechisch Θελξίων) ist ein antiker, griechischer, männlicher Personenname und bedeutet „Zauberer“ oder „Verzauberer“.
Bekannte Namensträger:
- Thelxion, Gefährte des Telchin.
- Thelxion, Sohn des Apis, ein König von Sikyon.